# Franz Kielhorn
Lorenz Franz Kielhorn, född den 31 maj 1840 i Osnabrück, död den 19 mars 1908 i Göttingen, var en tysk indolog. 
Kielhorn samarbetade i Oxford 1862-1865 med Friedrich Max Müller i utgivandet av dennes första stora Rigvedaupplaga, var professor i sanskrit 1866-1881 vid Deccan College i Poona och sedan 1882 i Göttingen. 
Resultaten av Kielhorns bearbetning av det rika epigrafiska material, som han dels själv samlat, dels fick sig tillsänt, är företrädesvis nedlagda i Indian antiquary och Epigraphia indica. 
Efter Bühlers död ledde han utgivandet av Grundriss der indoarischen Philologie. Tillsammans med Bühler grundade Kielhorn serien Bombay Sanskrit Series. 
Bland hans övriga arbeten märks 
- "Chantanavas Phitsutra" (med översättning i "Abhandlungen für die Kunde des Morgenlandes", IV, 1866)
- "Nagojibhattas Paribhasenduchekhara" (I, text, II, översättning i "Bombay sanskrit series" 1868, 1874)
- Sanskrit Grammar (ibid., 1870, 3:e upplagan 1888, översättning till tyskan av Wilhelm Solf, samma år)
- Katyayana and Patanjali (1876)
- "The Vyakarana-mahabhasya of Patanjali" (3 band i "Bombay sanskrit series", 1880-1885; 2:a upplagan 1892-96)
- Report on the Search of Sanskrit Manuscripts (1881).